# 구로카와 라이헤이
구로카와 라이헤이(일본어: 黒川 雷平, 2003년 6월 7일~)는 일본의 축구 선수이다.

## 구단 경력
그는 2022년 J3리그의 에히메 FC에 입단했다. 2023년 J3리그 우승으로 J2리그로 승격했다. 2024년 6월 일본 풋볼 리그의 FC 티아모 히라카타로 이적했다. 2025년 J3리그의 고치 유나이티드 SC로 이적했다.